# Сніговий ангел

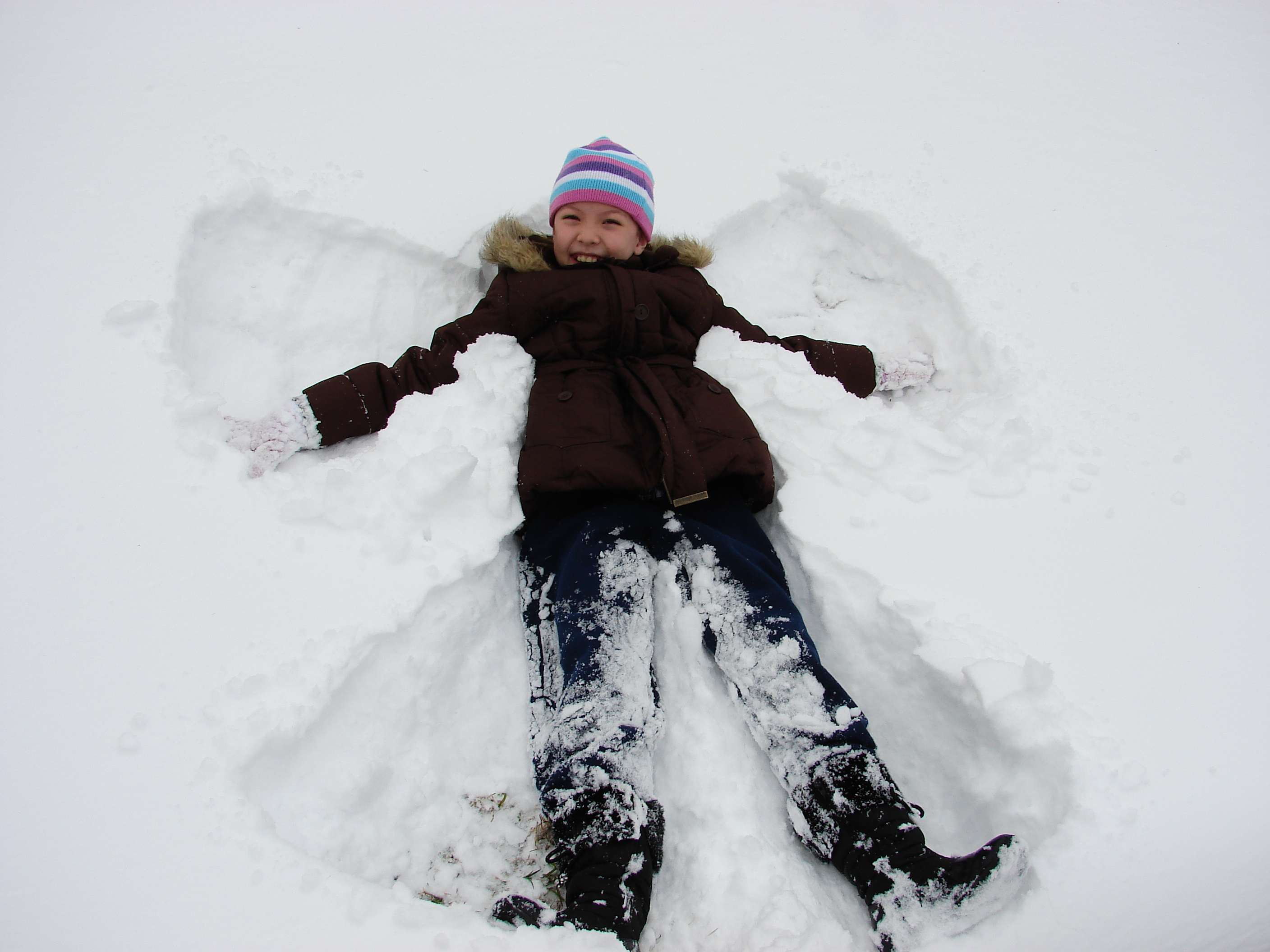
Дівчинка робить снігового ангела

Сніговий янгол (англ. snow angel)  — відбиток на свіжому снігу, що нагадує фігуру ангела, який виходить, якщо, лежачи на спині, рухати руками і ногами зі сторони в сторону. Створення таких фігур є поширеною зимовою дитячою забавкою в США і Канаді.

## Спосіб
Для створення снігового ангела потрібно знайти незайманий сніг, лягти на спину, розкинувши ноги і руки врізнобіч, і почати рухати руками вгору-вниз, а ногами вправо-вліво. Руки створюють крила «ангела», а ноги — нижню частину його одягу. Після створення фігури необхідно акуратно встати, не зачепивши її.

## Світовий рекорд
В  книзі рекордів Гіннесса зафіксований світовий рекорд з найбільшої кількості людей, що роблять снігових ангелів одночасно в одному місці. Це сталося 12 лютого 2007 року в місті  Бісмарк, Північна Дакота: 8962 людини одночасно створювали снігових ангелів на території капітолія штату.
Перший рекорд Гіннеса був зафіксований в 2002 році і був встановлений 1791 людиною також на території капітолія Північної Дакоти. Попередній рекорд належав  Мічиганському технологічному університету : 3784 його студентів, випускників і місцевих жителів створювали снігових ангелів на шкільному футбольному полі.
Рекорд Гіннеса з одночасного створення снігових ангелів в декількох різних місцях був встановлений 2 лютого 2004 року о Онтаріо, Канада 15 851 людиною; це були учні, їх батьки та вчителі 60 шкіл London District Catholic School Board.

## Ресурси Інтернету
- Вікісховище має мультимедійні дані за темою: Сніговий ангел
- Як зробити снігового ангела на YouTube (англ.)